# Lee Hoiby
Lee Hoiby est un compositeur américain, né le 17 février 1926 à Madison (Wisconsin) et mort le 28 mars 2011,.
Il fut un défenseur de la musique tonale, à une époque où dominait la musique sérielle. Ce compositeur jouit aujourd'hui d'une certaine notoriété pour ses opéras (Roméo and Juliet 2004) et un concerto pour piano de grande qualité, marquant un retour à la musique tonale.